# Benkhelil
Benkhelil (în arabă بني خليل) este o comună din provincia Blida, Algeria.
Populația comunei este de 29.404 locuitori (2008).